# Indukcja nasycenia

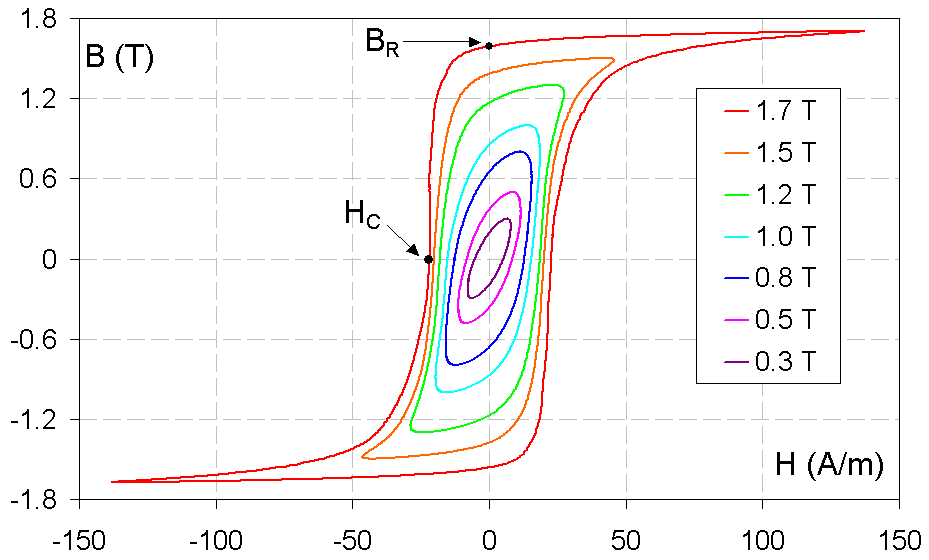
Rodzina pętli histerezy B=f(H) dla orientowanej blachy elektrotechnicznej, na wykresie zaznaczono remanencję B_{R} oraz koercję H_{C}

Indukcja nasycenia – taka wartość indukcji magnetycznej powyżej której nie występuje dalszy wzrost magnetyzacji materiału pomimo zwiększania wartości pola magnesującego. Jak widać na rysunku obok, dla małych wartości pola magnesującego wzrost wartości indukcji jest praktycznie liniowy (stopniowy przyrost wielkości poszczególnych pętli), natomiast powyżej pewnej wartości pętla "nasyca się' i przykładanie coraz większych wartości pola magnetycznego nie skutkuje dużymi zmianami indukcji magnetycznej. Powoduje to nieliniowe charakterystyki magnesowania ferromagnetyków.
Indukcja nasycenia charakteryzuje głównie ferromagnetyki. Najwyższa znana wartość to 2,43 T dla permenduru - stopu Fe i Co. Teoretycznie przypuszcza się, że paramagnetyki również powinny wykazywać nasycenie, niemniej jednak w praktyce nie udało się zaobserwować nieliniowości paramagnetyków nawet w polach do 100 T.